# Lilla Fisklösen, Västmanland
Lilla Fisklösen är en sjö i Hällefors kommun i Västmanland och ingår i Göta älvs huvudavrinningsområde. Lilla Fisklösen ligger i Murstensdalen Natura 2000-område.